# Đức Ban
Đức Ban (tên khai sinh là Phạm Đức Ban; sinh năm 1949) là nhà văn Việt Nam, được tặng Giải thưởng Nhà nước về Văn học Nghệ thuật vào năm 2017.

## Tiểu sử
Đức Ban, tên khai sinh là Phạm Đức Ban, sinh ngày 10 tháng 01 năm 1949 tại xã Vĩnh Lộc, huyện Can Lộc, tỉnh Hà Tĩnh.
Năm 1966, Đức Ban tốt nghiệp trường cấp 3 Can Lộc, ông học giỏi nhưng vì lý lịch là "con chánh tổng", nên không được vào đại học. Từ năm 1966 đến 1972, ông lao động, sản xuất nông nghiệp ở quê nhà. Năm 1972, ông đi thanh niên xung phong, làm ở phòng Tuyên huấn Tổng đội 299.P18.
Từ năm 1974 đến 1982, ông làm công tác biên tập và sáng tác văn học ở Hội Văn học Nghệ thuật Hà Tĩnh rồi Nghệ Tĩnh. Năm 1983, ông vào học Khóa 2 Trường Viết văn Nguyễn Du, Hà Nội. Năm 1985, tốt nghiệp, ông về làm việc tại Hội Văn học Nghệ thuật Nghệ Tĩnh. Từ 1991 đến 1995, ông làm Phó Chủ tịch Hội Văn học Nghệ thuật Hà Tĩnh, Phó Tổng Biên tập Tạp chí Hồng Lĩnh. Từ năm 1995 đến 2004, ông làm Chủ tịch Hội Văn học Nghệ thuật Hà Tĩnh kiêm Tổng Biên tập Tạp chí Hồng Lĩnh.
Từ năm 2005 đến 2009, ông làm Giám đốc Sở Văn hóa, Thể thao và Du lịch Hà Tĩnh. Năm 2009,  ông nghỉ hưu tại thành phố Hà Tĩnh.
Ông là đảng viên Đảng Cộng sản Việt Nam; hội viên Hội Nhà văn Việt Nam từ năm 1990.

## Sự nghiệp
Cho đến nay, nhà văn Đức Ban đã xuất bản hơn 20 tác phẩm văn xuôi, trong đó có tiểu thuyết, truyện dài, tập truyện ngắn, truyện thiếu nhi, kịch dài và chân dung văn học, Đức Ban thật sự là một nhà văn có nhiều thành tựu đóng góp cho mảnh đất Hà Tĩnh.
Đức Ban cũng đã viết lời cho khoảng 20 ca khúc, đáng chú ý là các ca khúc "Trăng rơi" viết về cụ Nguyễn Du - nhạc Đỗ Hồng Quân; "Mênh mang ca trù" về cụ Nguyễn Công Trứ - nhạc Ngọc Thịnh; "Trăm năm ngàn năm Hải Thượng Lãn Ông" - nhạc Ngọc Thịnh; "Âm vang non nước quê nhà" - nhạc Đỗ Hồng Quân viết cho kỷ niệm 190 năm thành lập, 30 năm tái lập tỉnh Hà Tĩnh.
| “                                             | Có nhiều con đường vào văn chương. Có người chói chang khi xuất hiện và mau chóng tàn lụi. Có người lặng lẽ tỏa sáng, càng có tuổi càng sâu sắc. Đức Ban thuộc dạng thứ hai, không chói chang nhưng có sức bền, không ồn ào ăn xổi ở thì nhưng có nội lực. | ” |
| — Nhà thơ, nhà phê bình văn học Lê Thành Nghị | |   |

Đức Ban là người biết phát hiện, nâng đỡ năng khiếu văn học. Thuở ban đầu của nhiều nhà văn ở Hà Tĩnh: nổi danh như Như Bình, Trần Quỳnh Nga, hoặc đang hứa hẹn như Trần Tú Ngọc đều được ông chú ý đọc, góp ý, gợi ý về sáng tác.
Ông đã giành được nhiều giải thưởng về văn học: 4 Giải A Giải thưởng Văn học Nghệ thuật Nguyễn Du của Ủy ban Nhân dân tỉnh Nghệ Tĩnh và Ủy ban Nhân dân tỉnh Hà Tĩnh cho các tập truyện ngắn: Đêm thức, Chuyện vẫn còn, tiểu thuyết Trăng vỡ và kịch dài Nguyễn Biểu; Giải B Giải thưởng Văn học Nghệ thuật Nguyễn Du của Ủy ban Nhân dân tỉnh Nghệ Tĩnh cho tập truyện ngắn Hoa cúc vàng; Giải A Giải thưởng của Ủy ban toàn quốc Liên hiệp các Hội Văn học Nghệ thuật Việt Nam cho tập truyện ngắn Đêm thức; Giải C Giải thưởng của Ủy ban toàn quốc Liên hiệp các Hội Văn học Nghệ thuật Việt Nam cho tiểu thuyết Trăng vỡ; Giải B cho truyện ngắn Sông nước – Cuộc thi truyện ngắn của Tuần báo Văn nghệ Hội Nhà văn Việt Nam.
Năm 2017, ông được tặng Giải thưởng Nhà nước về Văn học Nghệ thuật với cụm tác phẩm: Trăng vỡ (tiểu thuyết) và Đêm thức (tập truyện ngắn).

## Tác phẩm chính
- Mưa phùn (tập truyện ngắn, in chung); Hội Văn học Nghệ thuật Hà Tĩnh - 1975
- Hoa cúc vàng (tập truyện thiếu nhi); Nhà xuất bản Kim Đồng - 1985; Tái bản năm 2000
- Những Tiếng chim (tập truyện thiếu nhi); Nhà xuất bản Thuận Hóa - 1986
- Sương mù chưa tan (truyện vừa); Nhà xuất bản Văn hóa Dân tộc - 1986
- Nơi có chuyện cổ tích (tập truyện ngắn); Nhà xuất bản Nghệ An - 1988
- Trăng vỡ (tiểu thuyết); Nhà xuất bản Hội Nhà văn - 1992; Tái bản 2003
- Đêm thức (tập truyện ngắn; Nhà xuất bản Văn học - 1994
- Cây cải lên trời (tập truyện ngắn); Nhà xuất bản Hội Nhà văn - 1997
- La Sơn Nguyễn Biểu (kịch dài); Nhà xuất bản Sân khấu - 2002
- Mạng nhện bạc (tập truyện vừa) Nhà xuất bản Hội Nhà văn; 2003
- Khúc hát ngày xưa (tập truyện ngắn; Nhà xuất bản Quân đội nhân dân - 2004
- Chuyện vẫn còn (tập truyện ngắn); Nhà xuất bản Hội Nhà văn - 2005
- Con Mèo mun (tập truyện thiếu nhi chọn lọc); Nhà xuất bản Kim Đồng - 2007
- Đức Ban – Truyện ngắn và Truyện vừa chọn lọc; Nhà xuất bản Hội Nhà văn - 2008
- Đức Ban – Tác phẩm chọn lọc; Nhà xuất bản Hội Nhà văn và Trung tâm xúc tiến Văn hóa, Du lịch Hà Tĩnh - 2009
- Lửa Ngàn sâu (kịch dài); Nhà xuất bản Sân khấu - 2012
- Giọt nước mắt màu đất (tập truyện ngắn); Nhà xuất bản Hội Nhà văn - 2014
- Chuyện 10 cô gái Đồng Lộc (tập chân dung; in chung); Nhà xuất bản Hội Nhà văn; Nhà xuất bản Thanh niên - 2010; Tái bản: 2012; 2014; 2016
- Người thân thương (tập chân dung văn học); Nhà xuất bản Hội Nhà văn - 2018.

Nguồn:

## Vinh danh
- Giải thưởng Nhà nước về Văn học Nghệ thuật năm 2017.

### Giải thưởng văn học
- 4 Giải A Giải thưởng Văn học Nghệ thuật Nguyễn Du của Ủy ban Nhân dân tỉnh Nghệ Tĩnh và Ủy ban Nhân dân tỉnh Hà Tĩnh cho các tập truyện ngắn: Đêm thức, Chuyện vẫn còn, tiểu thuyết Trăng vỡ và kịch dài Nguyễn Biểu;
- Giải B Giải thưởng Văn học Nghệ thuật Nguyễn Du của Ủy ban Nhân dân tỉnh Nghệ Tĩnh cho tập truyện ngắn Hoa cúc vàng
- Giải A Giải thưởng của Ủy ban toàn quốc Liên hiệp các Hội Văn học Nghệ thuật Việt Nam cho tập truyện ngắn Đêm thức
- Giải C Giải thưởng của Ủy ban toàn quốc Liên hiệp các Hội Văn học Nghệ thuật Việt Nam cho tiểu thuyết Trăng vỡ.
- Giải B cho truyện ngắn Sông nước – Cuộc thi truyện ngắn của Tuần báo Văn nghệ Hội Nhà văn Việt Nam.